# Господиново (Владимирская область)
Господиново — деревня в Петушинском районе Владимирской области России, входит в состав Пекшинского сельского поселения.

## География
Деревня расположена на берегу речки Нергель в 17 км на север от центра поселения деревни Пекша и в 29 км на северо-восток от райцентра города Петушки.

## История
В конце XIX — начале XX века деревня входила в состав Черкутинской волости Владимирского уезда, с 1924 года — в составе Болдинской волости. В 1859 году в деревне числилось 24 дворов, в 1905 году — 43 дворов, в 1926 году — 44 хозяйств.
С 1929 года деревня входила в состав Неражского сельсовета Собинского района, с 1940 года — в составе Ларионовского сельсовета, с 1945 года — в составе Петушинского района, с 2005 года — в составе Пекшинского сельского поселения.

## Население
| 1859 | 1905 | 1926 |
| ---- | ---- | ---- |
| 183  | 240  | 170  |

| 1859 | 1905 | 1926 | 2002 | 2010 | 2021 |
| ---- | ---- | ---- | ---- | ---- | ---- |
| 183  | ↗240 | ↘170 | ↘2   | ↘1   | →1   |